# Молдагалиев, Жангас
Жангас Молдагалиев (Жангазы Акимович Молдагалиев; 7 июня 1917 — 1 ноября 1943) — участник Великой Отечественной войны, командир стрелковой роты 120-го гвардейского стрелкового полка 39-й гвардейской стрелковой дивизии, гвардии лейтенант. Закрыл своим телом амбразуру вражеского дзота (1 ноября 1943 года). Герой Советского Союза (1944).

## Биография
Жангас Молдагалиев родился 7 июня 1917 года в селе Карааул (ныне Абайский район) Казахстана. Казах. Окончил 7 классов, работал секретарём райисполкома[уточнить].
В РККА с 1938 года. На фронте — с 1941 года. Окончил военное пехотное училище. Член ВКП(б) с 1943 года.
Командир стрелковой роты 120-го гвардейского стрелкового полка 39-й гвардейской стрелковой дивизии (8-я гвардейская армия, 3-й Украинский фронт).
Гвардии лейтенант Молдагалиев в ночь на 24 октября 1943 года, в числе первых, форсировал Днепр в районе города Днепропетровска. Достигнув правого берега, поднял бойцов в атаку и выбил противника с оборонительного рубежа, обеспечив захват плацдарма. За успешное форсирование Днепра 28 октября 1943 года командиром полка представлен к званию Героя Советского Союза.
После форсирования Днепра 120-й гвардейский стрелковый полк прорывал укрепленную оборону противника в районе деревни Чернопаровки. Наступление наших подразделений захлебнулось. Противник открыл ураганный огонь. 1 ноября 1943 года, в самую критическую минуту боя, гвардии лейтенант Молдагалиев совершил подвиг — закрыл своим телом амбразуру вражеского дзота, чем содействовал выполнению боевой задачи.
Похоронен на воинском кладбище в поселке железнодорожной станции Елизарово (Солонянский район) Днепропетровской области.
Звание Героя Советского Союза присвоено 19 марта 1944 года.

## Награды и звания
- Герой Советского Союза (посмертно)[5].
- Орден Ленина,
- Медаль «Золотая Звезда».

## Память
- Памятник в посёлке Карааул.
- Улица имени Героя в Семипалатинске.
- Школа имени Героя в посёлке Елизарово Солонянский района Днепропетровской области Украины.